# Radio Opole

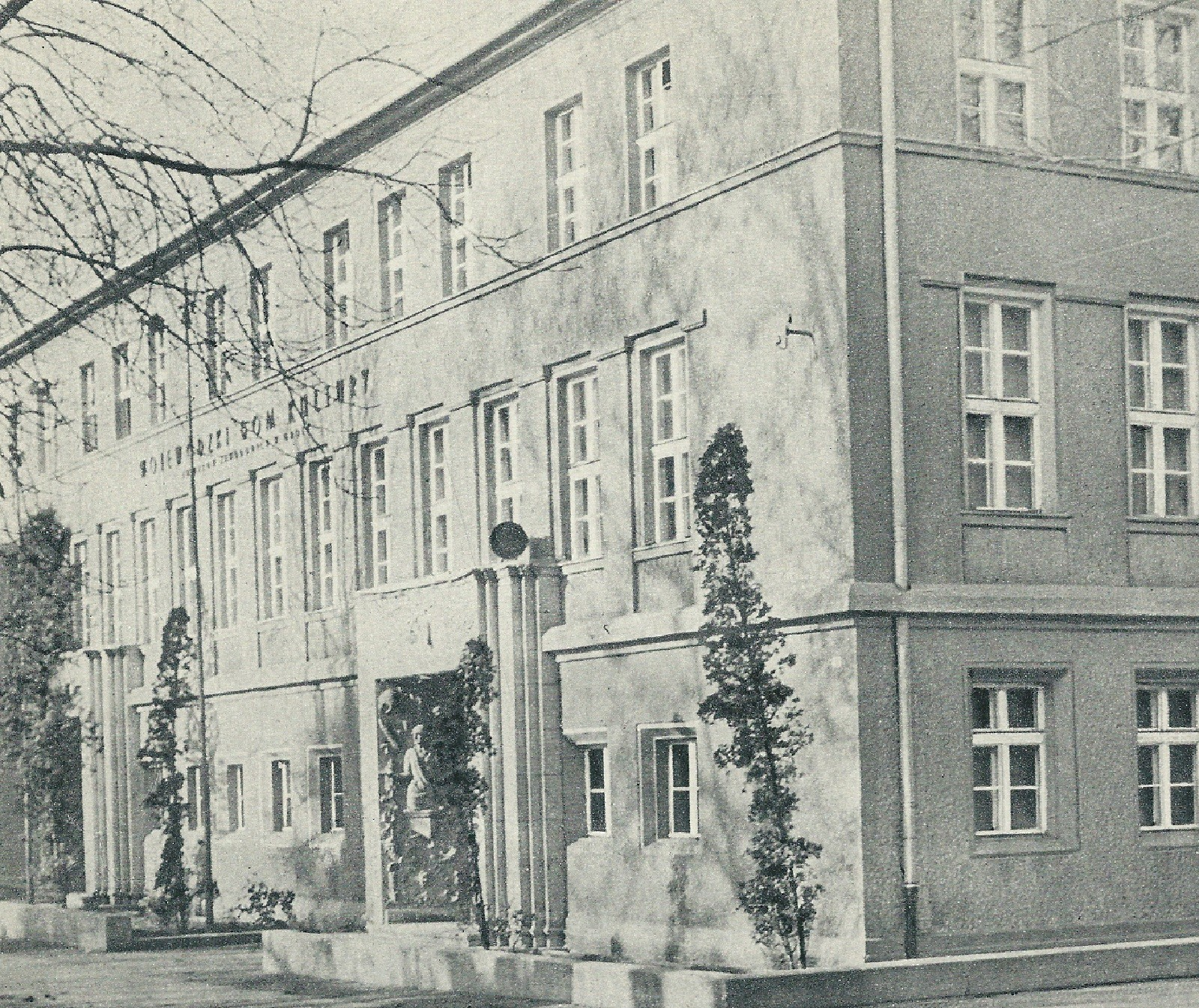
Sitz von Radio Opole, das frühere Kulturhaus der Woiwodschaft

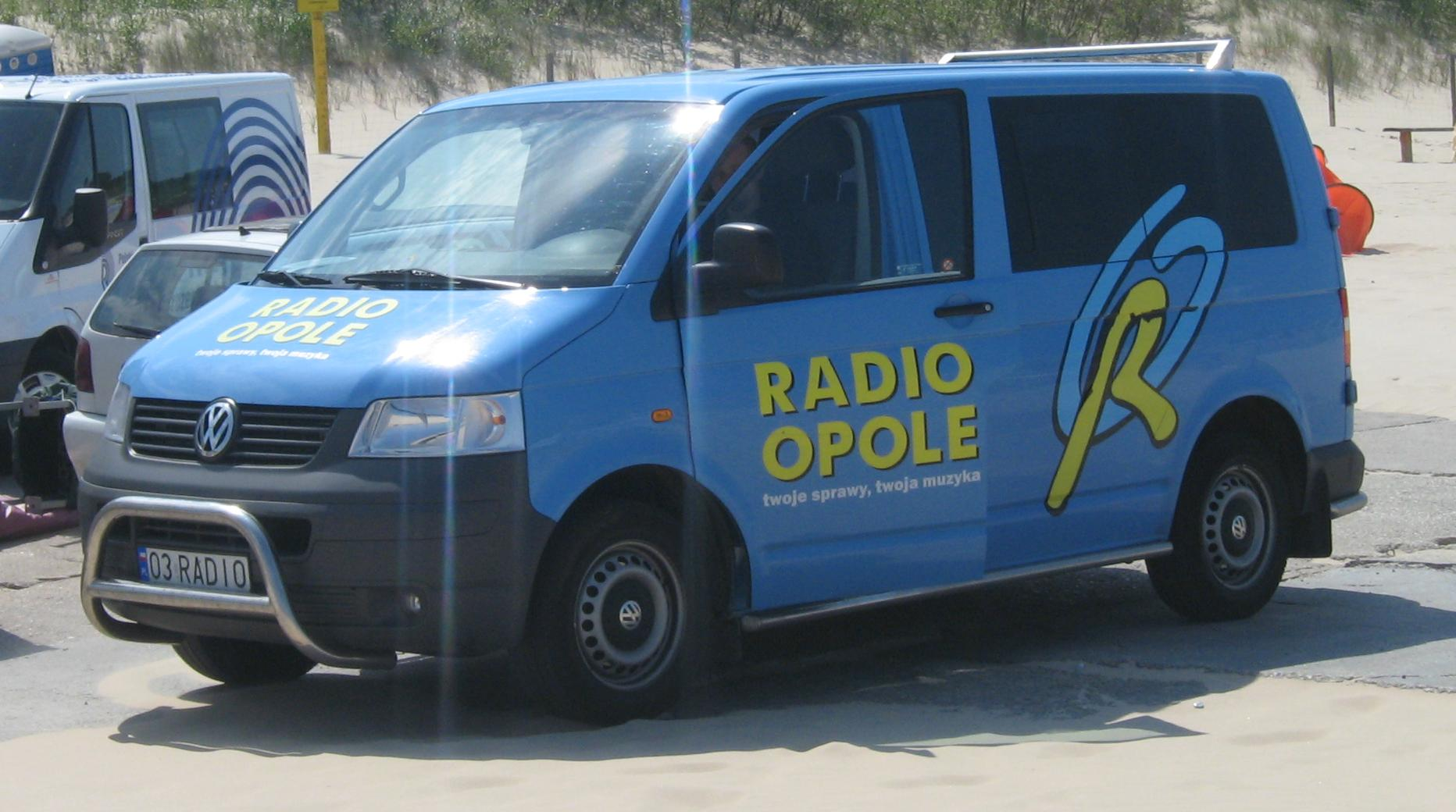
Wagen von Radio Opole

Radio Opole ist das regionale öffentlich-rechtliche Radioprogramm bzw. der Radioanbieter für die Woiwodschaft Oppeln. Es gehört zu einem Netzwerk aus 17 Regionalprogrammen. Der Veranstalter aus der Stadt Opole (Oppeln) betreibt derzeit vier Radioprogramme.

## Geschichte
Der Sender startete seine Ausstrahlung 1952. Nach der Einführung der Ausstrahlung über DAB+ am 1. Oktober 2014 startete man im Oktober 2015 ein zweites Programm namens Radio Opole 2. Als dritter Sender kam danach Radio Opole Ekstra hinzu. 2015 startete man auch mit einem Internetstream.
Mittlerweile veranstaltet Radio Opole vier Radiosender und die Konzepte der neuen Sender wurden verändert und auf die Themen Kultur, Sport und Geschichte ausgerichtet. Dazu zählen die Sender: Radio Opole 2 Kultura, Radio Opole 3 Sport und Radio Opole 4 Historia.
Ihren Sitz hat die Redaktion auf der Pascheke in Oppeln. Der Sender verfügt über Korrespondenten in Brzeg (Brieg), Krapkowice (Krappitz), Kędzierzyn-Koźle (Kandrzin-Kosel), Kluczbork (Kreuzburg OS), Nysa (Neisse), Olesno (Rosenberg OS), Prudnik (Neustadt OS), Głubczyce (Leobschütz), Namysłów (Namslau) und Strzelce Opolskie (Groß Strehlitz).

## Deutschsprachige Sendungen
Radio Opole sendet zudem mehrere Sendungen in deutscher Sprache für die deutsche Minderheit. Sendete man anfangs für lange Zeit nur die Sendung Schlesien Aktuell, wurde die Anzahl der Sendungen mit dem Start von DAB+ in den 2010er Jahren ausgebaut.